# Carl Will
Carl Emil Will (født 21. oktober 1850 i København, død 21. juni 1927 i Farum) var en dansk søforsikringsdirektør.

## Liv og erhvervskarriere
Emil Will blev født i Helligånds Sogn i København i 1850. Han blev i 1865 ansat som volontør i søforsikringsselskabet De Private Assurandører (en). Han blev fuldmægtig i selskabet i 1879 og var dets forretningsfører, svarende til direktør i dag, fra 1886 til 1921. Efterfølgende boede han på ejendommen Willsbo i Farum. Han døde i Farum i 1927. Diakonissestiftelsen arvede Willsbo efter hans død.

## Familie
Will var søn af arbejder, senere pakhusformand, Hans Ditlev Erdmann Will (ca. 1807-1887) og Marie Elisabeth Ring (1808-1868). Han blev gift i 1875 med Therese Johanne Charlotte Wisbye (1838-1924).

## Tillidsposter
Emil Will var medlem af flere kommissioner, han var formand for Fællesrepræsentationen for dansk Skibsfart og medlem af Toldrådet fra 1910 til 1920. Han var desuden medstifter af Nordisk Gjenforsikrings Selskab og Nordisk Brandforsikring. Han var medlem af Københavns Borgerrepræsentation fra 1894 til 1898.

## Hæder og malerier
Carl Will blev udnævnt til ridder af Dannebrog i 1899, dannebrogsmand 1909, kommandør af Dannebrog i 1915 og Kommandør af 1. grad af Dannebrog i 1922.
Han er malet af Otto Bache i 1911 på maleriet De Privat Assurandører, af P.S. Krøyer i 1895 på maleriet Fra Københavns Børs og af Knud Larsen i 1910.